# Vacuactivus
A Vacuactivus é uma empresa internacional dedicada à produção e venda de câmaras de crioterapia e equipamento para reabilitação física criada em 2000. É uma das três maiores fabricantes de câmaras de crioterapia e crio-equipamentos no mundo.
A sede está localizada em Los Angeles, Califórnia.

## Visão geral
A Vacuactivus foi criada em 2000. Em 2023, abriu um escritório de vendas nos Estados Unidos sob a direção da Slim Wellness Studio LLC.
A Vacuactivus fabrica equipamento para centros médicos e de reabilitação, ginásios, estúdios de crioterapia e unidades de saúde. O principal produto consiste em equipamento inovador para procedimentos criogénicos e perda de peso (câmaras de crioterapia, passadeiras com infravermelhos a vácuo). Entre os principais produtos, eis os que mais vendem: bicicleta InfraStar, câmara de crioterapia CryoStar Antarctica, rolo de massagem linfática Rollstar e passadeira com infravermelhos a vácuo.
Os produtos da empresa são distribuídos em 50 países de todo o mundo.

## Estrutura
A sede da empresa está localizada em Los Angeles, Califórnia, nos EUA.
Os principais armazéns estão localizados em Garden (Califórnia), Newark (Nova Jersey), Przemyśl (Polónia) e Dnipro (Ucrânia).